# Jonas Brothers
The Jonas Brothers là một ban nhạc pop rock nam của Mỹ. Họ là những chàng trai đến từ Wyckoff, New Jersey gồm ba anh em: Kevin, Joe và Nick Jonas. Nhóm thành lập từ năm 2005 và ra được 5 album: It's About Time (2006) và Jonas Brother (2007), A Little Bit Longer (2008), Lines, Vines and Trying Times (2009) và Happiness Begins (2019).
Năm 2007 là một năm thành công của Jonas Brothers. Tháng 2-2007 The Jonas Brothers (JB) ký hợp đồng với Hollywood Records. Cùng với album "Jonas Brothers" khi lọt vào bảng Billboard 200 và đứng vị trí thứ 5, cùng với đó là một chuyến lưu diễn When You Look Me in The Eyes thành công ngoài sức mong đợi. Không những trong thành công trong lĩnh vực âm nhạc, nhóm còn lấn sang điện ảnh với việc tham gia show truyền hình nổi tiếng Hannah Montana trong tập phim "Me and Mr.Jonas and Mr Jonas and Mr Jonas" và bộ phim Camp Rock đã đạt số lượng người xem đứng thứ hai của Disney Channel sau High School Musical 2. Do đó Jonas Brothers đã quyết định tham gia Camp Rock 2.
Năm 2008, 3 anh em Jonas đã được dựng tượng sáp tại bảo tàng Madame Tussauds, Washington (Mỹ)cùng với các bậc tiền bối nổi tiếng khác trên thế giới. Đầu tháng 8 năm 2008 3 anh em nhà Jonas vừa mua được một căn biệt thự trị giá 2.8 triệu USD. Năm 2008, Jonas đã làm bộ phim tài liệu Jonas Brothers: Living the Dream nói về "When you look me in the eyes" tour. Hiện nhóm đang quay thêm một vài tập phim Jonas Brothers: Living the Dream season 2 nói về tour du lịch châu Âu đầu tiên của họ, và nói về những việc như chuẩn bị cho chương trình và việc làm công tác từ thiện của ba anh em. Disney Channel ra mắt series sitcom JONAS, nói về 3 anh em Kevin, Joe và Nick Lucas, vừa đi học vừa ở trong ban nhạc nổi tiếng JONAS với hàng ngàn fan hâm mộ. Sắp đến Disney sẽ ra mắt bộ phim JONAS L.A 

## Thành viên
Thành viên hiện tại
- Joe Jonas – hát chính, bộ gõ, guitar
- Kevin Jonas – guitar nhạc điệu, guitar trưởng, hát bè
- Nick Jonas – hát chính, guitar nhạc điệu, piano, trống, bộ gõ, guitar bass

Thành viên đi lưu diễn trực tiếp
- John Taylor – guitar trưởng
- Greg Garbowsky – guitar bass
- Jack Lawless – trống, bộ gõ
- Ryan Liestman – bàn phím

Cựu thành viên đi lưu diễn trực tiếp
- Alexander Noyes – trống

## Danh sách đĩa nhạc
- 2006: It's About Time
- 2007: Jonas Brothers
- 2008: A Little Bit Longer
- 2009: Lines, Vines and Trying Times
- 2013: V
- 2019: Sucker
- 2020: What a man gotta do

## Chuyến lưu diễn
| Biểu diễn chính - Fall 2005 Promo Tour (2005) - American Club Tour (2006) - Marvelous Party Tour (2007) - When You Look Me in the Eyes Tour (2008) - Burnin' Up Tour (2008 - 2009) - 2009 World Tour (2009) - Live in Concert World Tour 2010 (2010) - 2012/2013 World Tour (2012-2013) - Jonas Brothers Live Tour (2013) | Mở màn - Best of Both Worlds Tour (2007-2008) - The Best Damn Tour (2008) |

## Danh sách phim
| Năm  | Tên                                            | Joe             | Nick       | Kevin           | Ghi chú                                                                                    |
| 2007 | Hannah Montana                                 | Chính anh       | Chính anh  | Chính anh       | Tập phim: Me and Mr. Jonas and Mr. Jonas and Mr. Jonas                                     |
| 2008 | Jonas Brothers: Living the Dream               | Chính anh       | Chính anh  | Chính anh       | Vai chính                                                                                  |
| 2008 | Camp Rock                                      | Shane Gray      | Nate       | Jason           | Phim độc quyền của Disney Channel                                                          |
| 2008 | Studio DC: Almost Live                         | Chính anh       | Chính anh  | Chính anh       | Second Show                                                                                |
| 2008 | Extreme Makeover: Home Edition                 | Chính anh       | Chính anh  | Chính anh       | Tập phim "The Akers Family" (mùa 6, tập 2)                                                 |
| 2009 | Jonas Brothers: The 3D Concert Experience      | Chính anh       | Chính anh  | Chính anh       | Vai chính                                                                                  |
| 2009 | JONAS/Jonas L.A.                               | Joe Lucas       | Nick Lucas | Kevin Lucas     | Vai chính                                                                                  |
| 2009 | Night at the Museum: Battle of the Smithsonian | Cherub          | Cherub     | Cherub          | Lồng tiếng, hát, 20th Century Fox                                                          |
| 2009 | Saturday Night Live                            | Chính anh       | Chính anh  | Chính anh       | tập phát sóng ngày 14 tháng 2 năm 2009                                                     |
| 2009 | Band in a Bus                                  | Chính anh       | Chính anh  | Chính anh       | DVD thực tế                                                                                |
| 2010 | Jonas Brothers: Living the Dream               | Chính anh       | Chính anh  | Chính anh       | Vai chính                                                                                  |
| 2010 | Camp Rock 2: The Final Jam                     | Shane Gray      | Nate       | Jason           | Phim độc quyền của Disney Channel, Shane tiết lộ rằng Nate và Jason là anh em ruột của anh |
| 2010 | Minute to Win It                               | Không xuất hiện | Chính anh  | Chính anh       | tập phát sóng ngày 12 tháng 5 năm 2010; Kevin thắng $250,000 cho việc từ thiện             |
| 2010 | I Get That a Lot                               | Không xuất hiện | Chính anh  | Không xuất hiện | Xuất hiện trong tập ba, phát sóng lần đầu tiên vào ngày 19 tháng 5                         |
| 2010 | Extreme Makeover: Home Edition                 | Chính anh       | Chính anh  | Chính anh       | Tập phim "The Heathcock Family" (mùa 7, tập 17)                                            |
| 2011 | Jonas Brothers: The Journey                    | Chính anh       | Chính anh  | Chính anh       | (Phim tài liệu trái phép)                                                                  |
| 2012 | Married to Jonas                               | Chính anh       | Chính anh  | Chính anh       | Docu Soap                                                                                  |

## Ấn phẩm
- Burning Up: On Tour with the Jonas Brothers (18 tháng 11 năm 2008)
  - Sách hậu trường, tư liệu cho Burnin' Up Tour.